# 雅歌
『雅歌』（がか、ヘブライ語: שיר השירים Šīr-hašŠīrīm シール・ハッ=シーリーム、独: Hohes Lied、英: Song of Songs あるいは the Song of Solomon）はヘブライ聖書の中の一編。「雅歌」とは原文では「歌の中の最高の歌」という意味である。
男女の恋の歌であり、ユダヤ教では「諸書」のうちに入る。キリスト教では伝統的に預言書の前に置かれる。恋愛と男女の賛美を歌い上げる詩であるため、扱いをめぐって古くから議論が絶えなかったが、さまざまな経緯を経て正典におさめられた。「イスラエル民族と神の関係」として解釈するのがユダヤ教元来の解釈であるが、キリスト教の置換神学などに多く見られるのは、比喩的に解釈して「キリストと教会の関係」を歌う歌であるとするものである。また、これが実話であり、それが教会あるいはイスラエルと神の関係を比喩的に表す「型」であるという解釈などもある。
1:1に「ソロモンの雅歌」として、ソロモン王の作であるとされる。また，登場する「シュラムの女」の「シュラム」はソロモンの女性形である。内容は花嫁と花婿の詩、娘たちの合唱などが組み合わされている。
- 牧歌1: 結婚式当日（1:2～2:7）
- 牧歌2: 婚約時代（2:8～3:5）
- 牧歌3: 結婚式の描写（3:6～5:1）
- 牧歌4: 性的関係のずれ（5:2～6:9）
- 牧歌5: ガリラヤへの帰省（6:10～8:14）

以上のような区分けをすることができるとされる。